# Женская сборная Норвегии по хоккею с мячом
Женская сборная Норвегии по хоккею с мячом — представляет Норвегию на международных соревнованиях по хоккею с мячом среди женщин.
Принимала участие во всех чемпионатах мира среди женщин, двукратный серебряный призёр и шестикратный бронзовый призёр, регулярный участник матчей за 3-е место (за исключением 2012 года)

## Статистика выступлений на чемпионатах мира
| Год  | Место (участников) |
| ---- | ------------------ |
| 2004 | 4-е место (5)      |
| 2006 | место (6)          |
| 2007 | место (7)          |
| 2008 | 4-е место (7)      |
| 2010 | место (6)          |
| 2012 | 6-е место (6)      |
| 2014 | 4-е место (6)      |
| 2016 | место (7)          |
| 2018 | место (8)          |
| 2020 | место (8)          |
| 2022 | место (8)          |
| 2025 | место (8)          |